# Steve Trittschuh
Stephen "Steve" Trittschuh (Granite City, 24 de abril de 1965) é um ex-futebolista dos Estados Unidos.

## Carreira

### Clubes
Como a maioria dos jogador de futebol de seu país, Trittschuh iniciou sua carreira no futebol universitário. Na SIU-E, onde estudava, foi o principal destaque do time da universidade.
Assinou seu primeiro contrato com o St. Louis Steamers, uma equipe de futebol indoor, onde jogou por uma temporada, até ser contratado pelo Busch Seniors. Mas Trittschuh ficou mais identificado com outra agremiação indoor, o Tampa Bay Rowdies, onde teve três passagens (1989–1990, 1991–1992 e 1993, quando o time fechou).
Seu primeiro contrato profissional foi com o Sparta Praga, da então Tchecoslováquia. A passagem pela Europa foi tímida: apenas 13 partidas, com um gol marcado. Regressou ao velho continente em 1992, quando foi contratado pelo SVV Dordrecht, clube de pequeno porte do futebol holandês, onde também não durou muito.
Jogaria também por Fort Lauderdale Strikers, St. Louis Ambush (time indoor), Montreal Impact, Tampa Bay Terror (também indoor) e Colorado Rapids até se aposentar, em 2001, quando atuava pelo Tampa Bay Mutiny, que se extinguiria nesse mesmo ano.

## Seleção
Quando ainda era universitário, Trittschuh foi convocado pela primeira vez para a Seleção dos EUA, em 1987.
Foi um dos convocados para a primeira Copa disputada pelos norte-americanos desde 1950, sendo um dos jogadores mais velhos do time (Mike Windischmann, Christopher Sullivan, Eric Eichmann e Desmond Armstrong tinham a mesma idade que ele). Entrou em campo apenas uma vez, na derrota de 5 a 1 para a Seleção Tchecoslovaca.
Ele havia disputado as Olimpíadas de 1988 e esteve também na Copa Ouro da CONCACAF de 1991. Esta foi a última competição oficial de Trittschuh com a camisa dos EUA. Sua presença na Copa de 1994, realizada em solo norte-americano, era cogitada, mas Trittschuh não foi lembrado - Mike Lapper foi convocado em seu lugar. Trittschuh diria adeus à carreira internacional um ano depois, em 1995.